# American Recordings (album)
American Recordings album je Johnnyja Casha, objavljen 1994. godine u izdanju American Recordingsa. Bio je to prvi Cashov album objavljen pod etiketom producenta Ricka Rubina. Album je 2003. zauzeo 364. poziciju na popisu 500 najboljih albuma svih vremena časopisa Rolling Stone.
Casha je kontaktirao producent Rick Rubin i ponudio mu ugovor sa svojom kućom American Recordings, poznatoj po rap i heavy metal glazbi, a ne countryju. Cash je pod Rubinovom palicom snimio album u svojem dnevnom boravku uz pratnju svoje akustične gitare. Cash se godinama prepirao s producentima nakon što je njegov prvi producent, Sam Philips, otkrio kako njegov glas bolje pristaje uz ogoljelu glazbu. Prepirke su dosegnule vrhunac s Jackom Clementom jer je Clement htio Cashovu glazbu učiniti "zvučnijom" te dodati gudačke instrumente i pratnju vokalnog kvarteta. Za njegovu uspješnu suradnju s Rubinom djelomično je zaslužna Rubinova ideja da glazba bude minimalistička.
Pjesme "Tennessee Stud" i "The Man Who Couldn't Cry" snimljene su uživo u Viper Roomu, noćnom klubu u Los Angelesu koji je u to vrijeme bio vlasništvo Johnnyja Deppa.
Videospot za prvi singl, tradicionalnu pjesmu "Delia's Gone" (koji je režirao Anton Corbijn, a u kojem je nastupila Kate Moss), objavljen je na MTV-u, a pojavio se i u seriji Beavis and Butt-Head. Kritičari su hvalili album, a mnogi su ga proglasili Cashovim najboljim albumom od kraja šezdesetih, dok su obrade pjesama modernih glazbenika kao što su Tom Waits i Glenn Danzig (koji je napisao pjesmu "Thirteen" posebno za Casha za dvadeset minuta) pomogle da privuče novu publiku. American Recordings osvojio je Grammy za najbolji suvremeni folk album 1994.

## Popis pjesama
| 1.    | »Delia's Gone«                                      | Karl Silbersdorf, Dick Toops                    | 2:18 |
| 2.    | »Let the Train Blow the Whistle«                    | Johnny Cash                                     | 2:15 |
| 3.    | »The Beast in Me«                                   | Nick Lowe                                       | 2:45 |
| 4.    | »Drive On«                                          | Johnny Cash                                     | 2:23 |
| 5.    | »Why Me Lord?«                                      | Kris Kristofferson                              | 2:20 |
| 6.    | »Thirteen«                                          | Glenn Danzig                                    | 2:29 |
| 7.    | »Oh, Bury Me Not (Introduction: A Cowboy's Prayer)« | John Lomax, Alan Lomax, Roy Rogers, Tim Spencer | 3:52 |
| 8.    | »Bird on a Wire«                                    | Leonard Cohen                                   | 4:01 |
| 9.    | »Tennessee Stud« (Uživo)                            | Jimmy Driftwood                                 | 2:54 |
| 10.   | »Down There by the Train«                           | Tom Waits                                       | 5:34 |
| 11.   | »Redemption«                                        | Johnny Cash                                     | 3:03 |
| 12.   | »Like a Soldier«                                    | Johnny Cash                                     | 2:50 |
| 13.   | »The Man Who Couldn't Cry« (Uživo)                  | Loudon Wainwright                               | 5:03 |
| 42:45 |                                                     |                                                 |      |

## Popis osoblja
- Rick Rubin - producent
- Johnny Cash - gitara, vokali, glavni izvođač, bilješke s omota
- Jim Scott - miksanje, tehničar miksanja
- David Ferguson - tehničar
- Stephen Marcussen - mstering
- Christine Cano - dizajn
- Martyn Atkins - omot, fotografija

## Ljestvice
Album - Billboard (Sjeverna Amerika)
| Godina | Ljestvica           | Pozicija |
| ------ | ------------------- | -------- |
| 1994.  | Billboard 200       | 110      |
| 1994.  | Top country albumi  | 23       |
| 2003.  | Top internet albumi | -        |